# تپه رضاآباد
تپه رضاآباد مربوط به سده‌های میانه دوران‌های تاریخی پس از اسلام است و در شهرستان شاهرود، بخش بیارجمند، دهستان خوارتوران، جنوب روستای رضاآباد واقع شده و این اثر در تاریخ ۷ اسفند ۱۳۸۶ با شمارهٔ ثبت ۲۱۴۱۲ به‌عنوان یکی از آثار ملی ایران به ثبت رسیده است.